# Ronde (musique)
Pour les articles homonymes, voir Ronde.

La ronde et la pause (le silence équivalent en durée)

En musique, la ronde est une figure de note représentée par une tête ovale de couleur blanche sans hampe, dont la position sur la portée indique la hauteur.
Elle symbolise une durée égale à deux blanches, quatre noires, huit croches, seize doubles croches, etc. Elle peut être prolongée à l'équivalent de trois blanches (ou six noires, douze croches, etc.) par l'ajout d'un point de prolongation. La carrée, qui vaut deux rondes, a souvent l'aspect d'une ronde avec une ou deux barres de chaque côté.
La ronde est l'unité de calcul de la mesure.

## Unité de la mesure
La durée de la mesure est donnée par le chiffrage sous forme d'une fraction dont l'unité est la ronde ; cela permet de calculer la durée de toutes les figures de notes :
- : la ronde vaut quatre temps, soit la totalité de la mesure ;

- signifie « trois quarts de ronde », soit « trois noires par mesure » ;

- signifie « deux moitiés de ronde », soit « deux blanches par mesure » ;
- signifie « six huitièmes de ronde », soit « six croches par mesure ».

## La pause
Le silence ayant la même durée que la ronde est la pause, mais sa valeur de quatre temps n'est garantie que dans une mesure en 
.
La pause, placée seule au centre d'une mesure, indique que cette mesure est en silence, et ceci, même si le total des valeurs de la mesure en question lui est théoriquement supérieur ou inférieur.

## La ronde dans les préludes
La ronde est la plus longue valeur de la « notation arrondie » de la Renaissance.
Dans les préludes non mesurés de la tradition française du XVIIe siècle, tous les sons étaient notés en rondes, indépendamment de leur durée. Il revenait donc à l'interprète de déterminer ces durées selon le caractère de la pièce, ce qui faisait de celle-ci une musique improvisée.

## Caractère
En Unicode, le symbole est :
- U+1D15D 𝅝 symbole musical ronde (HTML : &#119133;)

### Liens
- Notice dans un dictionnaire ou une encyclopédie généraliste :   - Store norske leksikon